# Volturara Appula
Volturara Appula est une commune italienne de la province de Foggia dans la région des Pouilles.

## Administration
| Période                                  | Période | Identité | Étiquette | Qualité |
| ---------------------------------------- | ------- | -------- | --------- | ------- |
|                                          |         |          |           |         |
| Les données manquantes sont à compléter. |         |          |           |         |

### Communes limitrophes
Alberona, Celenza Valfortore, Motta Montecorvino, San Bartolomeo in Galdo, San Marco la Catola, Volturino

## Démographie
Habitants recensés

## Personnalité liées à la commune
- Giuseppe Conte (1964-), homme d'État italien, Président du Conseil des ministres d'Italie de 2018 à 2021.